# Papaveroideae
Papaveroideae, potporodica pravih makovki. Sastoji se od najmanje 3 tribusa (po nekima 4) sa ukupno 25 rodova. Tipični rod je papaver, ili mak, raširen po Euroaziji i Sjevernoj Americi, te nešto po sjeveru i jugu Afrike.
Tribus Platystemoneae (Rchb.) Spach, obuhvaća 3 roda: Meconella Nutt.; Platystemon Benth.; i Platystigma Benth., koje neki autori svrstavaju u tribus Papavereae.

## Rodovi:
Papaveroideae Eaton
1. Tribus Eschscholzieae Baill.
  1. Dendromecon Benth. (2 spp.)
  2. Hunnemannia Sweet (2 spp.)
  3. Eschscholzia Cham. (15 spp.)
2. Tribus Chelidonieae Dumort.
  1. Sanguinaria L. (1 sp.)
  2. Eomecon Hance (1 sp.)
  3. Bocconia L. (6 spp.)
  4. Macleaya R. Br. (2 spp.)
  5. Dicranostigma Hook.f. & Thomson (3 spp.)
  6. Glaucium Mill. (25 spp.)
  7. Coreanomecon Nakai (1 sp.)
  8. Hylomecon Maxim. (2 spp.)
  9. Chelidonium' L. (4 spp.)
3. Tribus Papavereae Dumort.
  1. Meconella Nutt. (3 spp.)
  2. Platystemon Benth. (1 sp.)
  3. Platystigma Benth. (1 sp.)
  4. Canbya Parry ex A. Gray (2 spp.)
  5. Romneya Harv. (2 spp.)
  6. Arctomecon Torr. & Frém. (3 spp.)
  7. Argemone L. (33 spp.)
  8. Cathcartia Hook.f. (6 spp.)
  9. Roemeria Medik. (16 spp.)
  10. Oreomecon Banfi, Bartolucci, J.-M. Tison & Galasso (68 spp.)
  11. Meconopsis Vig. (95 spp.)
  12. Afropapaver Elvebakk & Bjerke (1 sp.)
  13. Stylomecon G. Taylor (2 spp.)
  14. Papaver L. (63 spp.)
  15. Parameconopsis Grey-Wilson (1 sp.)